# 八重山村
八重山村（やえやまそん）は、明治時代末期の1908年（明治41年）に島嶼町村制の施行により、沖縄県の八重山諸島全域を一つの自治体とした成立した、八重山郡の村。大正時代初期の1914年（大正3年）にかけて、わずか6年間存続した。村役場は石垣島に置かれた。
八重山村は広大な範囲に多数の島々が点在することから運輸・交通に不便を極め、1913年に分村願が沖縄県知事へ提出された。
1914年4月1日に石垣・大浜（ともに現在の石垣市）・竹富（現在の竹富町）・与那国（現在の与那国町）の4つの村に分村し、消滅した。

## 1908年以前の八重山地域の行政区画
明治末期まで八重山地域には石垣・大浜・宮良の3つの間切と与那国島の4つの大きな区画が存在していた。

### 石垣間切
- 石垣島西部
  - 石垣・名蔵・新川・崎枝・川平・桴海
- 西表島南東部
  - 南風見・仲間
- 竹富島
- 黒島
- 新城島

### 大浜間切
- 石垣島中部
  - 登野城・大川・大浜・真栄里・平得
- 西表島西部
  - 上原・西表・崎山
- 波照間島

### 宮良間切
- 石垣島東部
  - 宮良・白保・桃里・伊原間・野底・平久保
- 西表島北東部
  - 古見・高那
- 小浜島
- 鳩間島

### 与那国島
- 与那国島

## 1914年以降の八重山地域の行政区画

### 石垣村
- 石垣島西部（石垣・新川・名蔵・崎枝・川平・桴海・大川・登野城）

沿革
- 1926年12月1日　町に昇格、石垣町となる。
- 1947年7月10日　市に昇格、石垣市となる。
- 1964年6月1日　大浜町と合併、現在の石垣市となる。

### 大浜村
- 石垣島東部（平久保・伊原間・野底・桃里・白保・盛山・宮良・大浜・真栄里・平得）

沿革
- 1947年9月1日　町に昇格、大浜町となる。
- 1964年6月1日　石垣市に編入合併される。

### 竹富村
- 西表島
- 竹富島
- 小浜島
- 黒島
- 新城島
- 鳩間島
- 波照間島

沿革
- 1948年7月1日　町に昇格、竹富町となる。

### 与那国村
- 与那国島

沿革
- 1948年12月10日　町に昇格、与那国町となる。

## 現在の八重山地域
1948年に与那国村が町制施行したのを最後に「村」がなくなり、1964年に石垣市が大浜町を編入合併したのを最後に石垣市・竹富町・与那国町の3市町のままである。
最近の平成の大合併では3市町で合併協議会を設置し八重山を一つの「市」にする動きがあったが、まず石垣島から遠い与那国町が脱退。石垣市と竹富町の2市町の合併が進んだものの、竹富町議会の同意が得られず結局合併は白紙となった（町民はおおむね合併に積極的）。現在竹富町役場は町内でなく、石垣市に置かれており町内の各島を廻るにも石垣島を経由している。近い将来町役場を西表島に移転する計画だが、町内各島から西表島に向かうには鳩間島を除き石垣島を経由しなければならず不便なのである。
現在2市町の合併は凍結状態だが、今後合併が浮上する可能性は十分に考えられる。